# 2. oktober
2. oktober je 275. dan leta (276. v prestopnih letih) v gregorijanskem koledarju. Ostaja še 90 dni.

## Dogodki
- 1187 – Saladin po 88 letih križarske oblasti osvoji Jeruzalem
- 1608 – Hans Lippershey patentira daljnogled
- 1785 – Jožef II. Habsburško-Lotarinški razpusti cistercijanski samostan v Kostanjevici na Krki
- 1870 – Rim postane prestolnica Italije
- 1914 – Britanska admiraliteta objavi, da bo minirala Severno morje
- 1938 – Poljska zasede okrožje Tešin
- 1941 – začetek bitke za Moskvo
- 1942 – v Mariboru ustrelijo 144 talcev
- 1944 – konec varšavske vstaje
- 1955 – na CBS prvič predvajajo serijo Alfred Hitchcock predstavlja
- 1958 – Gvineja postane neodvisna država
- 2002 – v okolici Washingtona se začnejo ostrostrelski napadi, 10 ljudi umre, 3 so ranjeni
- 2003 – ustanovljena je Medicinska fakulteta v Mariboru
- 2008 – po enem letu iskanja v vzhodni Kaliforniji najdejo razbitine letala Steva Fossetta prvega človeka, ki je s balonom obkrožil svet

## Rojstva
- 971 – Mahmuda Gaznavi, sultan gaznavidskega imperija († 1030)
- 1338 – Ismail II., granadski emir († 1360)
- 1568 – Marin Getaldić, hrvaški matematik, fizik, astronom († 1626)
- 1754 – Louis Gabriel Ambroise, vikont de Bonald, francoski kontrarevolucionar in monarhist († 1840)
- 1800 – Felix Schwarzenberg, avstrijski državnik († 1852)
- 1832 – Edward Burnett Tylor, britanski kulturni antropolog († 1917)
- 1847 – Paul von Hindenburg, nemški feldmaršal, predsednik († 1934)
- 1851 – Ferdinand Foch, francoski maršal († 1929)
- 1852 – sir William Ramsay, škotski kemik, nobelovec 1904 († 1916)
- 1869 – Mahatma Gandhi, indijski politik, voditelj († 1948)
- 1871 – Cordell Hull, ameriški politik, nobelovec 1945 († 1955)
- 1886 – Robert Julius Trumpler, švicarsko ameriški astronom († 1956)
- 1895 – Karla Bulovec-Mrak, slovenska kiparka, slikarka († 1957)
- 1904 – Henry Graham Greene, angleški pisatelj († 1991)
- 1948 – Avery Brooks, ameriški filmski igralec
- 1951 – Sting, angleški glasbenik
- 1967 – Thomas Muster, avstrijski tenisač
- 1971 – Tiffany Darwish, ameriški glasbenik
- 1979 – Primož Brezec, slovenski košarkar
- 1984 – Marion Bartoli, francoska tenisačica

## Smrti
- 829 – Mihael II. Amorijec, bizantinski cesar (* 770)
- 1264 – papež Urban IV. (* 1195)
- 1368 – Ana Kašinska, ruska plemkinja in svetnica (* 1280)
- 1515 – Barbara Zapolja, poljska kraljica in litovska velika kneginja (* 1495)
- 1588 – Bernardino Telesio, italijanski humanist in filozof (* 1509)
- 1599 – Hoca Saddedin, turški zgodovinar (* 1536)
- 1803 – Samuel Adams, ameriški revolucionar (* 1722)
- 1804 – Nicolas-Joseph Cugnot, francoski vojaški inženir (* 1725)
- 1853 – François Jean Dominique Arago, katalonsko-francoski fizik, astronom, politik (* 1786)
- 1872 – Francis Lieber, nemško-ameriški filozof, pravnik (* 1798)
- 1920 – Karl August Max Bruch, nemški skladatelj (* 1838)
- 1927 – Svante August Arrhenius, švedski fizik, kemik, nobelovec 1903 (* 1859)
- 1935 – Alojz Gangl, slovenski kipar (* 1859)
- 1965 – Anton Vodnik, slovenski pesnik (* 1901)
- 1968 – Marcel Duchamp, francosko-ameriški slikar (* 1887)
- 1973 – Paavo Nurmi, finski tekač (* 1897)
- 1988 – sir Alec Issigonis, britanski avtomobilski konstruktor (* 1906)
- 1999 – Georg Tintner, avstrijski dirigent judovskega rodu (* 1917)
- 1985 – Rock Hudson, ameriški filmski igralec (* 1925)
- 2017 – Tom Petty, ameriški glasbenik (* 1950)